# Zweistichprobenproblem
Als Zweistichprobenproblem bezeichnet man einen bestimmten Typ von Fragestellung in der Testtheorie, einem Teilgebiet der mathematischen Statistik. Bei Zweistichprobenproblemen soll die Beziehung zweier Stichproben zueinander untersucht werden. Typisches Beispiel hierfür wären die folgenden Fragestellungen:
- Besitzt die erste Stichprobe einen kleineren Erwartungswert als die zweite Stichprobe?
- Stimmen die Varianzen der beiden Stichproben überein?
- Besitzen die Stichproben dieselbe Verteilung?

Gegenstück eines Zweistichprobenproblems ist ein Einstichprobenproblem. Dabei wird lediglich eine Eigenschaft einer Stichprobe untersucht. Beispiele für Einstichprobenprobleme wären die folgenden Fragestellungen:
- Besitzt die Stichprobe einen Erwartungswert kleiner als ein vorgegebener Schwellenwert?
- Ist die Stichprobe normalverteilt?

Entsprechend dieser Unterteilung werden auch die Tests benannt. So existiert ein Einstichproben-t-Test und ein Zweistichproben-t-Test, ebenso wie ein Einstichproben Gauß-Test und ein Zweistichproben Gauß-Test.